# Silvia Albizu
Silvia Albizu es una actriz retirada argentina. Distinguida «mannequin» que intervino en dos filmes de los años 1970, en la actualidad se halla radicada en el exterior.

## Filmografía
- Mannequin... alta tensión (1979) (filmada en 1967)
- Más allá del sol (1975)